# Último a Sair
Último a Sair é uma série de televisão portuguesa de comédia que se destaca pelo uso do mecanismo narrativo show-within-a-show [en]. Com um ensemble cast, do qual se destacam os protagonistas Bruno Nogueira, Roberto Leal, Luciana Abreu e Miguel Guilherme, este programa foi produzido pela Até ao Fim do Mundo, para ser exibido na RTP1. Sendo composta por 37 episódios originais, divididos em 13 semanas de exibição, a sua transmissão começou no domingo, 8 de maio de 2011, às 21h00m e terminou no domingo 31 de julho do mesmo ano.

## Produção
No início do mês de abril de 2011, a RTP1 começou a divulgar a sua aposta num reality show que acompanharia 13 portugueses fechados numa casa durante 90 dias, seguidos por «24 câmaras durante 24 horas por dia».
Mantendo uma campanha de promoção que não desvendava o verdadeiro género do programa (publicitava-se um reality show e não uma sátira aos mesmos), foi revelado, mais tarde nesse mesmo mês, o nome do programa: Último a Sair. Também na mesma altura se confirmaram os nomes dos primeiros atores envolvidos: Bruno Nogueira e Luciana Abreu.
Com a proximidade da data de estreia do programa foram sendo revelados outras figuras públicas que iriam integrar a série, como o ator Rui Unas e o cantor Roberto Leal. A apresentadora e atriz Catarina Furtado e o ex-futebolista Abel Xavier foram também convidados para participar no projeto, mas se a primeira recusou por não desejar interpretar uma versão ficcionada de si própria, o segundo fê-lo por não conseguir conciliar as gravações com as suas responsabilidades profissionais.
A estreia do programa foi a 8 de maio de 2011, em horário nobre. Na série, treze atores interpretam treze concorrentes, tal como num reality show. Um dos atores principais, Miguel Guilherme, assume o papel de apresentador, a quem os concorrentes chamam Júlia ou Teresa em alusão a Júlia Pinheiro e Teresa Guilherme, apresentadoras habituais deste tipo de programa em Portugal. Luís Pereira de Sousa acompanha Guilherme, mas no papel de repórter. Embora se assemelhe em tudo a um reality show, o programa é uma sitcom para os satirizar, principalmente o Big Brother e Secret Story - Casa dos Segredos da TVI e, em parte, Peso Pesado da SIC, pela inclusão de Gabriela Fonseca no papel de uma concorrente com excesso de peso. Cada ator representa um estereótipo da sociedade portuguesa em geral, e de concorrentes a reality shows em particular. A representação é orgânica, e o espetro humorístico é diversificado, indo do humor e sátira inteligentes, até às piadas mais gráficas e vulgares. Os atores estudam previamente um guião, embora haja muito espaço para a improvisação. Não vivem na casa e, a "ordem de saída" bem como as nomeações, estão já pré-determinadas. O prémio final fictício do concorrente vencedor é a oportunidade de apresentar um programa da TVI em horário nobre, uma crítica ao contratos estabelecidos pelo canal com os concorrentes deste tipo de programa.
Após a estreia da série, o socialite José Castelo Branco e António Queirós, o vencedor da primeira temporada de Secret Story - Casa dos Segredos foram convidados a fazer participações especiais na série, mas os seus contratos com a TVI obrigaram-nos a recusar.
No polo oposto, o ex-futebolista Paulo Futre, o ator Nuno Lopes e o concorrente da primeira temporada de Big Brother Mário Ribeiro, aceitaram os convites para realizarem participações especiais, tendo este último gravado as suas cenas num só dia, 1 de junho de 2011.
As gravações da série, na Herdade da Barroca D'Alva, decorriam durante todos os dias da semana, incluindo o fim-de-semana, tendo terminado a 3 de junho de 2011 e o último episódio foi transmitido no dia 31 do mesmo mês.
Após a transmissão da série e perante o seu sucesso nas redes sociais, começou a noticiar-se a possibilidade de Bruno Nogueira e a produtora Até ao Fim do Mundo estarem em negociações para vender o formato a outras televisões estrangeiras, principalmente em Espanha e no Brasil, países que acompanharam sobretudo a participação do cantor Roberto Leal, mas esta foi uma notícia que nunca se confirmou. Por outro lado, a impossibilidade de realização de uma segunda temporada foi confirmada por Bruno Nogueira, tendo comentado que «há outros caminhos a seguir. [...] chega a uma altura em que, se achas que não consegues fazer melhor do que foi feito, mais vale deixá-lo sobreviver e ficar na memória assim do que estragar».
Dois anos depois, a série foi reposta na RTP2, a partir de 1 de julho de 2013, no horário das 23h30m.

## Sinopse oficial
Segue-se a sinopse disponibilizada pela produtora Até ao Fim do Mundo: «Bruno Nogueira, Frederico Pombares e João Quadros criaram uma série de humor de 24 episódios cujo conceito se baseia em reality shows. Embora fosse feita a partir de um guião, contou com uma enorme dose de improviso por parte dos participantes. Luciana Abreu, Bruno Nogueira, Roberto Leal, Rui Unas, Filipa Castro, Gonçalo Waddington, Susana Gomes, Gabriela, Batatinha, Sónia Balacó, Débora Monteiro, Miguel Damião, Marco Borges e Nuno Lopes simularam estar fechados numa casa vigiada por câmaras durante 24 horas por dia, ao longo de 90 dias. Foi produzido e realizado em 2011 pela produtora Até Ao Fim do Mundo para a RTP.»
Na sinopse oficial divulgada pela RTP lê-se: «Último a Sair é uma série de ficção de 24 episódios, cujo conceito se baseia em reality shows. A cada semana será expulso um concorrente/ator, até se definir um vencedor no último episódio. Pretende-se recriar com o maior realismo possível as situações características deste tipo de formato, fazendo crer ao espectador que aquelas pessoas estão mesmo fechadas numa casa que é vigiada 24 horas por dia.
«Exemplos de situações características: as idas ao confessionário, o dramatismo a cada expulsão dum concorrente, as conversas sobre temas banais, as discussões, as intrigas e os grupos que se vão formando e criando estratégias para ganhar. Tudo será feito como se de realidade se tratasse: os atores utilizarão o seu nome próprio, mas a personagem será criada em função de cada um desses atores. Apenas o nome dos atores será o real, tudo o resto será ficcionado.
«Esta série de humor resultará dum misto de guião e improviso. Este programa divide-se em dois blocos, tendo um apresentador que conduz as galas semanais onde o público vê o resumo do que se passou no Último a Sair durante a semana, e um programa durante a semana onde os concorrentes/atores nomeiam os seus colegas, que depois serão expulsos na gala semanal.
«Bons momentos de entretenimento sobre o mundo dos programas ditos da "vida real".»

## Formato
Os episódios da sitcom têm um formato semelhante a programas como Big Brother, com:
- Gala semanal (domingo, excecionalmente à sexta-feira e sábado)

Com a duração de 90 minutos, onde é expulso um dos participantes.
Durante a semana, são exibidos programas mais curtos:
- Galas de Nomeações (terça-feira)

Com uma duração de 20 minutos.
- Reportagem de Luís Pereira de Sousa (terça-feira)

Nas últimas duas semanas da série, com o reduzido número de concorrentes em jogo, as nomeações não ocorreram, sendo estes programas substituídos por uma Reportagem de Luís Pereira de Sousa, de tipo vox pop, onde são entrevistados espetadores do programa.
- Diários (segunda-feira e quinta-feira, excecionalmente à quarta-feira e sábado)[22]

Nos restantes dias da semana, são transmitidos Diários, com uma duração aproximada de cinco minutos.
- Compacto (quarta-feira)

Além disto, semanalmente, a RTP transmitia um episódio que fazia um compacto da gala anterior.

## Elenco e personagens

### Concorrentes
- Roberto Leal (†) (cantor), Roberto.
- Bruno Nogueira (humorista), Bruno.
- Luciana Abreu (atriz), Luciana.
- Rui Unas (humorista), Rui.
- Miguel Damião (ator), Miguel.
- Débora Monteiro (atriz), Débora.
- Sónia Balacó (atriz), Sónia.
- Susana Mendes (atriz), Susana.
- Filipa Castro (modelo), Filipa.
- Gabriela Fonseca (formadora), Gabriela, "A Gorda".
- António Branco (palhaço), Batatinha.
- Gonçalo Waddington (ator), Gonçalo.
- Marco Borges (segurança), Marco.[1]

### Apresentadores
- Miguel Guilherme (apresentador), Miguel (apelidado de "Júlia" ou "Teresa").
- Luís Pereira de Sousa (repórter), Luís.
- Eduardo Rêgo, como Voz-off.

### Participações especiais
- Frederico Pombares (guionista), Frederico (4 Episódios).
- Nuno Lopes (ator), Nuno (3 Episódios)[23]
- João Quadros (guionista), João (3 Episódios).
- José Carlos Malato (apresentador), José (2 Episódios).
- Fernando Mendes (apresentador), Fernando (1 Episódio).
- João Baião (ator), João (1 Episódio).
- Luís Franco Bastos (humorista), Luís (1 Episódio).
- Mário Ribeiro (ex-concorrente de Big Brother), Mário (1 Episódio).
- Paulo Futre (ex-futebolista), Paulo (1 Episódio).
- Paulo Guilherme, Palhaço Companhia (1 Episódio).
- Quim Barreiros (cantor), Quim (1 Episódio).
- Tiago Reis, Tiago (1 Episódio).
- Tino de Rans, Tino (1 Episódio).

## Ficha técnica
()
| - Ideia original: Bruno Nogueira - Autores: Bruno Nogueira, Frederico Pombares, João Quadros e Ricardo Freitas - Textos: Bruno Nogueira, Frederico Pombares e João Quadros - Direção Geral: Ricardo Freitas - Realização: Sérgio Graciano, André Banza e Ricardo Freitas - Anotadora: Ana Azinheira - Assistentes de Realização: Joana Freitas, Miguel Oliveira, Luísa Sampaio e Jorge Salgueiro - Diretor de Fotografia: João Brazão - Produção Executiva: Susana Santos - Direção de Produção: Luís Gonçalves - Secretária de Produção: Inês Tavares - Produção: João Correira, Nildo Lopes, Cuca e João Barata - Conteúdos: Marisa Tavares - Conceção Gráfica: Filipe Carvalho e Rui Louro - Grafismo: Carlos Gameiro, André Lima e Luís Cardoso - Editores de Imagem: Renato Silva, Pedro Marques, André Banza, Vasco Vieira e Paulo Pombo | - Operadores de Câmara: Carlos Pedro Oliveira, João Carmo, Luís Gomes, David Matos, Duarte Guimarães, Miguel Manso e Carlos Rui - Operador de Grua: Nuno Valente - Assistente de Grua: Álvaro Campos - Assistentes de Câmara: Ana Pinheiro Timóteo, Tiago Moucho, Tiago Gonçalves e Rui Sobral - Diretor de Som: Jorge Duarte Pacheco - Assistentes de Som: Jorge Tomé e Bruno Nunes - Som: Jorge Tomé - Operador Controlo: Tiago Navalho - Operador VT: António Silva e David Realinho - Operador de Teleponto: Luís Rodrigues - Equipa de Maquilhagem e Cabelos: Sérgio Alxeredo - Maquilhagem: Ana Steiner e Lilia Coscodan - Cabelos: António Cortez, Marta Martins e Rui Canento - Styling e Guarda-roupa: Paula Farraia - Aderecista: José Silva - Decoração e Cenografia: Carla Brazão - Figuração: Valente Produções |

## Episódios

### Lista de episódios
Abaixo, estão listados os episódios inéditos de Último a Sair (portanto, excluindo o formato Compacto), exibidos entre 8 de maio e 31 de julho de 2011:
| Sem. # | Ep.# | Título                                 | Argumento                                         | Realização                                     | Transmissão Original | Espectadores |
| ------ | ---- | -------------------------------------- | ------------------------------------------------- | ---------------------------------------------- | -------------------- | ------------ |
| 00     | 01   | Gala I                                 | Bruno Nogueira, Frederico Pombares e João Quadros | Sérgio Graciano, André Banza e Ricardo Freitas | 8 de maio de 2011    | 7,8%         |
|        |      |                                        |                                                   |                                                |                      |              |
| 01     | 02   | Diário I (Especial: 20 min)            | Bruno Nogueira, Frederico Pombares e João Quadros | Sérgio Graciano, André Banza e Ricardo Freitas | 9 de maio de 2011    | 8,4%         |
| 01     | 03   | Gala II                                | Bruno Nogueira, Frederico Pombares e João Quadros | Sérgio Graciano, André Banza e Ricardo Freitas | 15 de maio de 2011   | 7,9%         |
|        |      |                                        |                                                   |                                                |                      |              |
| 02     | 04   | Nomeações I                            | Bruno Nogueira, Frederico Pombares e João Quadros | Sérgio Graciano, André Banza e Ricardo Freitas | 17 de maio de 2011   | 8,7%         |
| 02     | 05   | Diário II                              | Bruno Nogueira, Frederico Pombares e João Quadros | Sérgio Graciano, André Banza e Ricardo Freitas | 18 de maio de 2011   | 7,5%         |
| 02     | 06   | Diário III                             | Bruno Nogueira, Frederico Pombares e João Quadros | Sérgio Graciano, André Banza e Ricardo Freitas | 19 de maio de 2011   | 6,5%         |
| 02     | 07   | Gala III                               | Bruno Nogueira, Frederico Pombares e João Quadros | Sérgio Graciano, André Banza e Ricardo Freitas | 22 de maio de 2011   | 7,6%         |
|        |      |                                        |                                                   |                                                |                      |              |
| 03     | 08   | Diário IV                              | Bruno Nogueira, Frederico Pombares e João Quadros | Sérgio Graciano, André Banza e Ricardo Freitas | 23 de maio de 2011   | 6,6%         |
| 03     | 09   | Nomeações II                           | Bruno Nogueira, Frederico Pombares e João Quadros | Sérgio Graciano, André Banza e Ricardo Freitas | 24 de maio de 2011   | 8,8%         |
| 03     | 10   | Gala IV                                | Bruno Nogueira, Frederico Pombares e João Quadros | Sérgio Graciano, André Banza e Ricardo Freitas | 29 de maio de 2011   | 6,1%         |
|        |      |                                        |                                                   |                                                |                      |              |
| 04     | 11   | Diário V                               | Bruno Nogueira, Frederico Pombares e João Quadros | Sérgio Graciano, André Banza e Ricardo Freitas | 30 de maio de 2011   | 7,4%         |
| 04     | 12   | Nomeações III                          | Bruno Nogueira, Frederico Pombares e João Quadros | Sérgio Graciano, André Banza e Ricardo Freitas | 31 de maio de 2011   | 7,3%         |
| 04     | 13   | Gala V                                 | Bruno Nogueira, Frederico Pombares e João Quadros | Sérgio Graciano, André Banza e Ricardo Freitas | 3 de junho de 2011   | 6,2%         |
|        |      |                                        |                                                   |                                                |                      |              |
| 05     | 14   | Diário VI                              | Bruno Nogueira, Frederico Pombares e João Quadros | Sérgio Graciano, André Banza e Ricardo Freitas | 4 de junho de 2011   | 7,3%         |
| 05     | 15   | Diário VII                             | Bruno Nogueira, Frederico Pombares e João Quadros | Sérgio Graciano, André Banza e Ricardo Freitas | 6 de junho de 2011   | 6,9%         |
| 05     | 16   | Nomeações IV                           | Bruno Nogueira, Frederico Pombares e João Quadros | Sérgio Graciano, André Banza e Ricardo Freitas | 7 de junho de 2011   | 7,2%         |
| 05     | 17   | Diário VIII                            | Bruno Nogueira, Frederico Pombares e João Quadros | Sérgio Graciano, André Banza e Ricardo Freitas | 9 de junho de 2011   | 6,7%         |
| 05     | 18   | Gala VI                                | Bruno Nogueira, Frederico Pombares e João Quadros | Sérgio Graciano, André Banza e Ricardo Freitas | 11 de junho de 2011  | 6,1%         |
|        |      |                                        |                                                   |                                                |                      |              |
| 06     | 19   | Diário IX                              | Bruno Nogueira, Frederico Pombares e João Quadros | Sérgio Graciano, André Banza e Ricardo Freitas | 13 de junho de 2011  | 8,3%         |
| 06     | 20   | Nomeações V                            | Bruno Nogueira, Frederico Pombares e João Quadros | Sérgio Graciano, André Banza e Ricardo Freitas | 14 de junho de 2011  | 7,0%         |
| 06     | 21   | Diário X                               | Bruno Nogueira, Frederico Pombares e João Quadros | Sérgio Graciano, André Banza e Ricardo Freitas | 16 de junho de 2011  | 7,7%         |
| 06     | 22   | Gala VII                               | Bruno Nogueira, Frederico Pombares e João Quadros | Sérgio Graciano, André Banza e Ricardo Freitas | 19 de junho de 2011  | 6,4%         |
|        |      |                                        |                                                   |                                                |                      |              |
| 07     | 23   | Diário XI                              | Bruno Nogueira, Frederico Pombares e João Quadros | Sérgio Graciano, André Banza e Ricardo Freitas | 20 de junho de 2011  | 9,0% (‡)     |
| 07     | 24   | Nomeações VI                           | Bruno Nogueira, Frederico Pombares e João Quadros | Sérgio Graciano, André Banza e Ricardo Freitas | 21 de junho de 2011  | 8,7%         |
| 07     | 25   | Gala VIII                              | Bruno Nogueira, Frederico Pombares e João Quadros | Sérgio Graciano, André Banza e Ricardo Freitas | 26 de junho de 2011  | 8,4%         |
|        |      |                                        |                                                   |                                                |                      |              |
| 08     | 26   | Diário XII                             | Bruno Nogueira, Frederico Pombares e João Quadros | Sérgio Graciano, André Banza e Ricardo Freitas | 27 de junho de 2011  | 8,9%         |
| 08     | 27   | Nomeações VII                          | Bruno Nogueira, Frederico Pombares e João Quadros | Sérgio Graciano, André Banza e Ricardo Freitas | 28 de junho de 2011  | 7,2%         |
| 08     | 28   | Gala IX                                | Bruno Nogueira, Frederico Pombares e João Quadros | Sérgio Graciano, André Banza e Ricardo Freitas | 3 de julho de 2011   | 6,2%         |
|        |      |                                        |                                                   |                                                |                      |              |
| 09     | 29   | Diário XIII                            | Bruno Nogueira, Frederico Pombares e João Quadros | Sérgio Graciano, André Banza e Ricardo Freitas | 4 de julho de 2011   | 8,6%         |
| 09     | 30   | Nomeações VIII                         | Bruno Nogueira, Frederico Pombares e João Quadros | Sérgio Graciano, André Banza e Ricardo Freitas | 5 de julho de 2011   | 7,0%         |
| 09     | 31   | Gala X                                 | Bruno Nogueira, Frederico Pombares e João Quadros | Sérgio Graciano, André Banza e Ricardo Freitas | 10 de julho de 2011  | 6,0%         |
|        |      |                                        |                                                   |                                                |                      |              |
| 10     | 32   | Nomeações IX                           | Bruno Nogueira, Frederico Pombares e João Quadros | Sérgio Graciano, André Banza e Ricardo Freitas | 12 de julho de 2011  | 7,3%         |
| 10     | 33   | Gala XI                                | Bruno Nogueira, Frederico Pombares e João Quadros | Sérgio Graciano, André Banza e Ricardo Freitas | 17 de julho de 2011  | 5,6%         |
|        |      |                                        |                                                   |                                                |                      |              |
| 11     | 34   | Reportagem de Luís Pereira de Sousa I  | Bruno Nogueira, Frederico Pombares e João Quadros | Sérgio Graciano, André Banza e Ricardo Freitas | 19 de julho de 2011  | 7,6%         |
| 11     | 35   | Gala XII                               | Bruno Nogueira, Frederico Pombares e João Quadros | Sérgio Graciano, André Banza e Ricardo Freitas | 24 de julho de 2011  | 5,3% (†)     |
|        |      |                                        |                                                   |                                                |                      |              |
| 12     | 36   | Reportagem de Luís Pereira de Sousa II | Bruno Nogueira, Frederico Pombares e João Quadros | Sérgio Graciano, André Banza e Ricardo Freitas | 26 de julho de 2011  | 7,1%         |
| 12     | 37   | Gala XIII                              | Bruno Nogueira, Frederico Pombares e João Quadros | Sérgio Graciano, André Banza e Ricardo Freitas | 31 de julho de 2011  | 5,3% (†)     |
|        |      |                                        |                                                   |                                                |                      |              |

Legenda:
- (‡) Episódio Mais Visto
- (†) Episódio Menos Visto

### Nomeações e expulsões
Na série, a cada semana, os «concorrentes» nomeiam dois outros para expulsar. De seguida, são listadas as nomeações de cada concorrente e as expulsões de cada semana:
|                    | Semana 1        | Semana 2                  | Semana 3                | Semana 4         | Semana 5                 | Semana 6        | Semana 7        | Semana 8        | Semana 9        | Semana 10       | Semana 11       | Semana 12       |               |               |                  |                |              |            |              |              |              |           |  |          |
| ------------------ | --------------- | ------------------------- | ----------------------- | ---------------- | ------------------------ | --------------- | --------------- | --------------- | --------------- | --------------- | --------------- | --------------- | ------------- | ------------- | ---------------- | -------------- | ------------ | ---------- | ------------ | ------------ | ------------ | --------- |  | -------- |
| Roberto Leal       | Semana 1        | Semana 2                  | Semana 3                | Semana 4         | Semana 5                 | Semana 6        | Semana 7        | Semana 8        | Semana 9        | Semana 10       | Semana 11       | Semana 12       | Sem Nomeações | Bruno Gonçalo | Gabriela Luciana | Bruno Gabriela | Filipa Sónia | Débora Rui | Miguel Sónia | Bruno Débora | Bruno Miguel | Bruno Rui |  | Vencedor |
| Bruno Nogueira     | Sem Nomeações   | Gabriela Roberto          | Batatinha Gabriela      | Gabriela Miguel  | Filipa Miguel            | Luciana Susana  | Débora Roberto  | Roberto Rui     | Roberto Rui     | Luciana Roberto |                 | 2º Lugar        |               |               |                  |                |              |            |              |              |              |           |  |          |
| Luciana Abreu      | Sem Nomeações   | Filipa Gabriela           | Batatinha Bruno         | Gabriela Roberto | Bruno Filipa             | Bruno Susana    | Rui Sónia       | Débora Rui      | Bruno Rui       | Bruno Rui       |                 | 3º Lugar        |               |               |                  |                |              |            |              |              |              |           |  |          |
| Nuno Lopes         | Fora da casa    | Fora da casa              | Fora da casa            | Fora da casa     | Fora da casa             | Fora da casa    | Fora da casa    | Fora da casa    | Fora da casa    | Fora da casa    | Desistiu        | Desistiu        | Desistiu      |               |                  |                |              |            |              |              |              |           |  |          |
| Rui Unas           | Sem Nomeações   | Filipa Gabriela           | Bruno Sónia             | Gabriela Roberto | Filipa Luciana           | Luciana Susana  | Roberto Sónia   | Miguel Roberto  | Miguel Roberto  | Luciana Roberto | Expulso         | Expulso         | Expulso       |               |                  |                |              |            |              |              |              |           |  |          |
| Miguel Damião      | Sem Nomeações   | Filipa Roberto            | Bruno Roberto           | Gabriela Rui     | Luciana Roberto          | Débora Susana   | Débora Sónia    | Débora Rui      | Votos Inválidos | Expulso         | Expulso         | Expulso         | Expulso       |               |                  |                |              |            |              |              |              |           |  |          |
| Débora Monteiro    | Sem Nomeações   | Filipa Sónia              | Bruno Rui               | Gabriela Rui     | Filipa Rui               | Miguel Susana   | Luciana Roberto | Luciana Rui     | Expulsa         | Expulsa         | Expulsa         | Expulsa         | Expulsa       |               |                  |                |              |            |              |              |              |           |  |          |
| Sónia Balacó       | Sem Nomeações   | Bruno Rui                 | Batatinha Bruno         | Bruno ninguém    | Luciana Rui              | Débora Susana   | Luciana Miguel  | Expulsa         | Expulsa         | Expulsa         | Expulsa         | Expulsa         | Expulsa       |               |                  |                |              |            |              |              |              |           |  |          |
| Susana Mendes      | Sem Nomeações   | Gabriela Gonçalo          | Bruno Gabriela          | Gabriela ninguém | Filipa Luciana           | Bruno Débora    | Expulsa         | Expulsa         | Expulsa         | Expulsa         | Expulsa         | Expulsa         | Expulsa       |               |                  |                |              |            |              |              |              |           |  |          |
| Filipa Castro      | Sem Nomeações   | Gonçalo Nomeação inválida | Bruno Nomeação inválida | Gabriela Miguel  | Miguel Nomeação inválida | Expulsa         | Expulsa         | Expulsa         | Expulsa         | Expulsa         | Expulsa         | Expulsa         | Expulsa       |               |                  |                |              |            |              |              |              |           |  |          |
| Gabriela Fonseca   | Sem Nomeações   | Gonçalo Luciana           | Bruno Batatinha         | Luciana Miguel   | Expulsa                  | Expulsa         | Expulsa         | Expulsa         | Expulsa         | Expulsa         | Expulsa         | Expulsa         | Expulsa       |               |                  |                |              |            |              |              |              |           |  |          |
| Palhaço Batatinha  | Sem Nomeações   | Filipa Gonçalo            | Bruno Susana            | Expulso          | Expulso                  | Expulso         | Expulso         | Expulso         | Expulso         | Expulso         | Expulso         | Expulso         | Expulso       |               |                  |                |              |            |              |              |              |           |  |          |
| Gonçalo Waddington | Sem Nomeações   | Batatinha Miguel          | Expulso                 | Expulso          | Expulso                  | Expulso         | Expulso         | Expulso         | Expulso         | Expulso         | Expulso         | Expulso         | Expulso       |               |                  |                |              |            |              |              |              |           |  |          |
| Marco Borges       | Desclassificado | Desclassificado           | Desclassificado         | Desclassificado  | Desclassificado          | Desclassificado | Desclassificado | Desclassificado | Desclassificado | Desclassificado | Desclassificado | Desclassificado |               |               |                  |                |              |            |              |              |              |           |  |          |

## Receção

### Audiências
Com uma estreia modesta, o primeiro episódio de Último a Sair registou 7,8% de rating. Juntamente com o diário especial transmitido no dia seguinte, o programa não chegou aos 20% de share. No entanto, a repetição da gala de estreia, no formato Compacto que foi para o ar a uma Quarta-feira, após a emissão da semi-final do Festival Eurovisão da Canção, foi mais vista que a estreia inédita de Domingo, foi o 8º programa mais visto do dia, registando 20.1% de share, um resultado foi superior ao que habitualmente os programas da estação registam naquele horário.
Por as emissões de domingo serem transmitidas com reality-shows concorrentes como Peso Pesado na SIC e Perdidos na Tribo na TVI, as audiências foram sempre mais reduzidas do que comparando com a emissões em dias de semana. Este efeito culminou com o valor de 5,3% de rating que foi registado nas duas últimas Galas de domingo da série.
Ao longo da exibição da série, o diretor de programação da RTP, José Fragoso referiu em declarações ao Económico que as «audiências do programa estão a aumentar», tendo a estreia sido assistida por um milhão de pessoas pela internet.
Por outro lado, nas redes sociais o Último a Sair tem três vezes mais fãs e seguidores (mais de 160 000) do que os principais concorrentes de Domingo referidos.
Aquando a reposição do programa na RTP2 em 2013, a série registou 1,7 de audiência média e 4.9% de share, o que representa cerca de 167.000 espectadores. O formato ultrapassou, inclusive a RTP1 em média, chegando a estar a mais de 3 pontos de distância do canal que exibia Em Busca de um Sonho.

### Crítica
Aquando a sua estreia, o programa recebeu críticas tanto positivas quanto negativas.
Bloggers, como Syrin do TVDependente e André Oliveira do Espalha factos, que atribuiu uma classificação de 18 (em 20 possíveis) à série, destacam a originalidade da série, caracterizando-a de um dos melhores programas de humor portugueses. Quanto aos actores, foram destacadas as interpretações de Gonçalo Waddington, Luciana Abreu e Roberto Leal. O primeiro pela maneira como chocou o público com a sua personagem, Abreu por se ter afastado do estigma de participante do Ídolos e do marcante papel de protagonista em Floribella e, finalmente, Leal, pela sua entrega à personagem à sátira de si próprio.
No pólo oposto, o crítico de televisão Eduardo Cintra Torres, em declarações ao Correio da Manhã defendeu que a «ideia é muito boa, mas está mal concretizada», uma vez que se o questionamento de outros programas de televisão é positivo, «muitas pessoas não compreendem o registo correcto do formato».

### Prémios e nomeações
| Ano  | Prémio/Premiação                             | Categoria                 | Indicado         | Resultado |
| ---- | -------------------------------------------- | ------------------------- | ---------------- | --------- |
| 2012 | ATV – Associação de Telespetadores           | Melhor Programa do Ano    | Último a Sair    | Vencedor  |
| 2012 | Prémio Autores 2012                          | Melhor Programa de Ficção | Último a Sair    | Vencedor  |
| 2012 | Troféu TV7Dias III Troféus de Televisão 2011 | Melhor Programa de Humor  | Último a Sair    | Nomeação  |
| 2012 | Troféu TV7Dias III Troféus de Televisão 2011 | Melhor Ator / Humorista   | Bruno Nogueira   | Nomeação  |
| 2012 | Troféu TV7Dias III Troféus de Televisão 2011 | Melhor Ator / Humorista   | Miguel Guilherme | Nomeação  |
| 2012 | Troféu TV7Dias III Troféus de Televisão 2011 | Melhor Atriz / Humorista  | Luciana Abreu    | Nomeação  |
| 2012 | Troféu TV7Dias III Troféus de Televisão 2011 | Melhor Atriz / Humorista  | Débora Monteiro  | Nomeação  |

### Reacções
O programa foi publicitado inicialmente como sendo um reality show, sendo inclusive anunciado como "o primeiro reality show financiado por dinheiros públicos", tendo desde logo despertado opiniões negativas.
Após a estreia, o conteúdo do programa gerou três queixas à Entidade Reguladora da Comunicação Social. O Provedor do Telespectador da RTP recebeu também duas dezenas de emails e telefonemas de espetadores queixosos por conta do vernáculo usado pelos atores e a inadequação de outros dos conteúdos da série. Apesar de tudo, como defendeu o José Fragoso, Director-geral da estação na altura, «Por cada opinião negativa tenho dez mil positivas. Os programas de humor têm uma dose de inovação e, sobretudo, de risco». Para defender esta opinião, demonstrou que o programa foi largamente difundido por meio de redes sociais como o Facebook, onde tem dezenas de milhar de fãs.

### Impacto cultural
Logo no episódio de estreia da série, o momento de agressão e consequente expulsão de Marco Borges (uma sátira à agressão por parte do próprio Marco Borges à concorrente Sónia Veiga, durante o Big Brother 1) do reality-show foi publicado pela RTP no YouTube, sendo o vídeo mais visto da série nesta rede social (mais de 600 000 visualizações). Este marcou o início do fenómeno de sucesso da série nas redes sociais.
Apesar de também o ser numa escala menor, as cenas de Gonçalo Waddington tornaram-se também mediáticas. As suas cenas na série em que discutia com os seus reflexos nos espelhos deram origem a uma campanha publicitária da TMN.
Este mediatismo chegou ainda a outros países, como o Brasil e Espanha, principalmente pelas cenas de consumo de cogumelos halucinogéneo, no último episódio.
A participação de Roberto Leal foi um dos chamarizes para o público estrangeiro, que confundiu o falso reality-show com um Big Brother real. Consequentemente, surgiram inúmeras publicações em redes sociais como o Facebook e o Twitter.

## Merchandising

### DVD
O dia 23 de Janeiro de 2012 marcaria a apresentação do DVD de Último a Sair, cuja comercialização se havia iniciado no mês anterior. O mesmo foi editado pela produtora do programa e pela editora Cego, Surdo e Mudo.
| Temporada | Especificações                                                                                               | Conteúdos-extra                                                       | Data de Lançamento             |
| --------- | --- | --------------------------------------------------------------------- | ------------------------------ |
| 1         | - 24 episódios - 1.210 minutos - 6 discos - Vídeo: Standard 1.33:1 [4:3] - Áudio: Dolby Digital 5.1 Surround | - 30 minutos de Extras - Cenas Cortadas e Cenas Estendidas - Bloopers | Zona 2: 23 de dezembro de 2011 |